# Tomapoderopsis atronitens
Tomapoderopsis atronitens is een keversoort uit de familie bladrolkevers (Attelabidae). De wetenschappelijke naam van de soort werd in 1948 gepubliceerd door Marshall.